# Trofeo NHK 2009
El Trofeo NHK de 2009 fue la cuarta competición del Grand Prix de patinaje artístico sobre hielo de la temporada 2009-2010. Tuvo lugar en Nagano, Japón, entre el 5 y el 8 de noviembre de 2009. Organizada por la federación de patinaje sobre hielo de Japón, la competición sirvió de clasificatorio para la final del Grand Prix.

## Resultados

### Patinaje individual masculino
| Clasificación | Nombre               | País            | Puntuación total | Programa corto | Programa corto | Programa libre | Programa libre |
| ------------- | -------------------- | --------------- | ---------------- | -------------- | -------------- | -------------- | -------------- |
| 1             | Brian Joubert        | Francia         | 232,70           | 1              | 85,35          | 1              | 147,35         |
| 2             | Johnny Weir          | Estados Unidos  | 217,70           | 3              | 78,35          | 3              | 139,35         |
| 3             | Michal Březina       | República Checa | 217,48           | 6              | 70,80          | 2              | 146,68         |
| 4             | Daisuke Takahashi    | Japón           | 214,29           | 4              | 78,18          | 4              | 136,11         |
| 5             | Jeremy Abbott        | Estados Unidos  | 208,45           | 2              | 83,00          | 6              | 125,45         |
| 6             | Adam Rippon          | Estados Unidos  | 197,61           | 8              | 67,15          | 5              | 130,46         |
| 7             | Takahiko Kozuka      | Japón           | 186,00           | 5              | 74,05          | 10             | 111,95         |
| 8             | Artem Borodulin      | Rusia           | 181,62           | 7              | 69,49          | 9              | 112,13         |
| 9             | Daisuke Murakami     | Japón           | 181,04           | 9              | 66,78          | 8              | 114,26         |
| 10            | Jeremy Ten           | Canadá          | 178,87           | 12             | 61,69          | 7              | 117,18         |
| 11            | Vaughn Chipeur       | Canadá          | 176,36           | 10             | 66,55          | 12             | 109,81         |
| 12            | Kristoffer Berntsson | Suecia          | 176,01           | 11             | 64,64          | 11             | 111,37         |

### Patinaje individual femenino
| Clasificación | Nombre          | País           | Puntuación total | Programa corto | Programa corto | Programa libre | Programa libre |
| ------------- | --------------- | -------------- | ---------------- | -------------- | -------------- | -------------- | -------------- |
| 1             | Miki Ando       | Japón          | 162,55           | 2              | 56,22          | 2              | 106,33         |
| 2             | Aliona Leonova  | Rusia          | 160,85           | 5              | 52,34          | 1              | 108,51         |
| 3             | Ashley Wagner   | Estados Unidos | 155,99           | 1              | 56,54          | 3              | 99,45          |
| 4             | Yukari Nakano   | Japón          | 152,35           | 3              | 54,92          | 5              | 97,43          |
| 5             | Laura Lepistö   | Finlandia      | 152,19           | 4              | 53,64          | 4              | 98,55          |
| 6             | Cynthia Phaneuf | Canadá         | 142,03           | 7              | 47,22          | 6              | 94,81          |
| 7             | Liu Yan         | China          | 126,49           | 6              | 47,64          | 10             | 78,85          |
| 8             | Annette Dytrt   | Alemania       | 126,01           | 9              | 44,86          | 9              | 81,15          |
| 9             | Oksana Gozeva   | Rusia          | 123,97           | 11             | 40,66          | 7              | 83,31          |
| 10            | Shoko Ishikawa  | Japón          | 119,63           | 10             | 44,28          | 11             | 75,35          |
| 11            | Becky Bereswill | Estados Unidos | 118,42           | 12             | 36,26          | 8              | 82,16          |
| Abandonó      | Sarah Meier     | Suiza          |                  | 8              | 45,96          |                |                |

### Patinaje en parejas
| Clasificación | Nombre                                       | País           | Puntuación total | Programa corto | Programa corto | Programa libre | Programa libre |
| ------------- | -------------------------------------------- | -------------- | ---------------- | -------------- | -------------- | -------------- | -------------- |
| 1             | Pang Qing / Tong Jian                        | China          | 199,65           | 2              | 67,30          | 1              | 132,35         |
| 2             | Yuko Kavaguti / Aleksandr Smirnov            | Rusia          | 193,05           | 1              | 68,90          | 2              | 124,15         |
| 3             | Rena Inoue / John Baldwin                    | Estados Unidos | 158,78           | 4              | 52,52          | 3              | 106,26         |
| 4             | Caydee Denney / Jeremy Barrett               | Estados Unidos | 151,43           | 3              | 55,20          | 5              | 96,23          |
| 5             | Mylène Brodeur / John Mattatall              | Canadá         | 150,71           | 6              | 51,10          | 4              | 99,61          |
| 6             | Ksenia Krasilnikova / Konstantin Bezmaternij | Rusia          | 137,49           | 5              | 51,32          | 6              | 86,17          |
| 7             | Paige Lawrence / Rudi Swiegers               | Canadá         | 130,77           | 7              | 47,32          | 7              | 83,45          |
| 8             | Narumi Takahashi / Mervin Tran               | Japón          | 119,48           | 8              | 39,80          | 8              | 79,68          |

### Danza sobre hielo
| 1  | Meryl Davis / Charlie White          | Estados Unidos  | 201,97 | 1  | 38,09 | 1  | 63,09 | 1  | 100,79 |
| 2  | Sinead Kerr / John Kerr              | Reino Unido     | 177,73 | 2  | 35,04 | 2  | 56,53 | 2  | 86,16  |
| 3  | Vanessa Crone / Paul Poirier         | Canadá          | 165,89 | 4  | 30,51 | 3  | 50,87 | 3  | 84,51  |
| 4  | Yekaterina Bobrova / Dmitri Soloviov | Rusia           | 160,01 | 3  | 31,72 | 6  | 47,51 | 4  | 80,78  |
| 5  | Huang Xintong / Zheng Xun            | China           | 154,90 | 6  | 28,77 | 5  | 48,34 | 5  | 77,79  |
| 6  | Anna Zadorozhniuk / Sergei Verbillo  | Ucrania         | 154,61 | 5  | 29,67 | 4  | 49,01 | 6  | 75,93  |
| 7  | Cathy Reed / Chris Reed              | Japón           | 147,53 | 7  | 28,58 | 7  | 46,36 | 8  | 72,59  |
| 8  | Allie Hann-McCurdy / Michael Coreno  | Canadá          | 145,32 | 9  | 26,20 | 8  | 44,75 | 7  | 74,37  |
| 9  | Lucie Myslivečková / Matěj Novák     | República Checa | 142,33 | 8  | 27,93 | 9  | 43,28 | 9  | 71,12  |
| 10 | Jane Summersett / Todd Gilles        | Estados Unidos  | 130,24 | 10 | 24,23 | 10 | 39,16 | 10 | 66,85  |